# St. Achatius (Mainz)

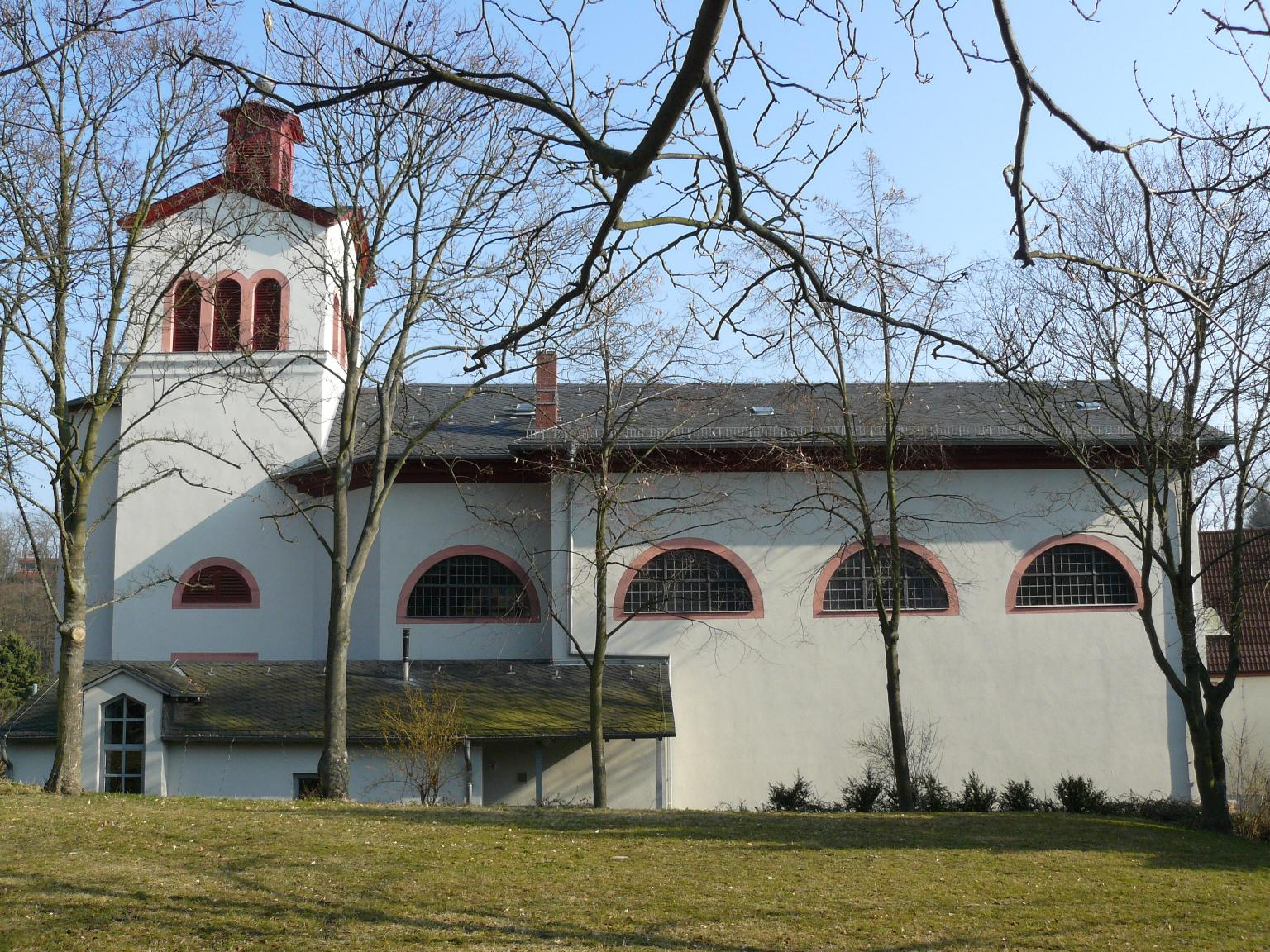
Kirche St. Achatius von Westen

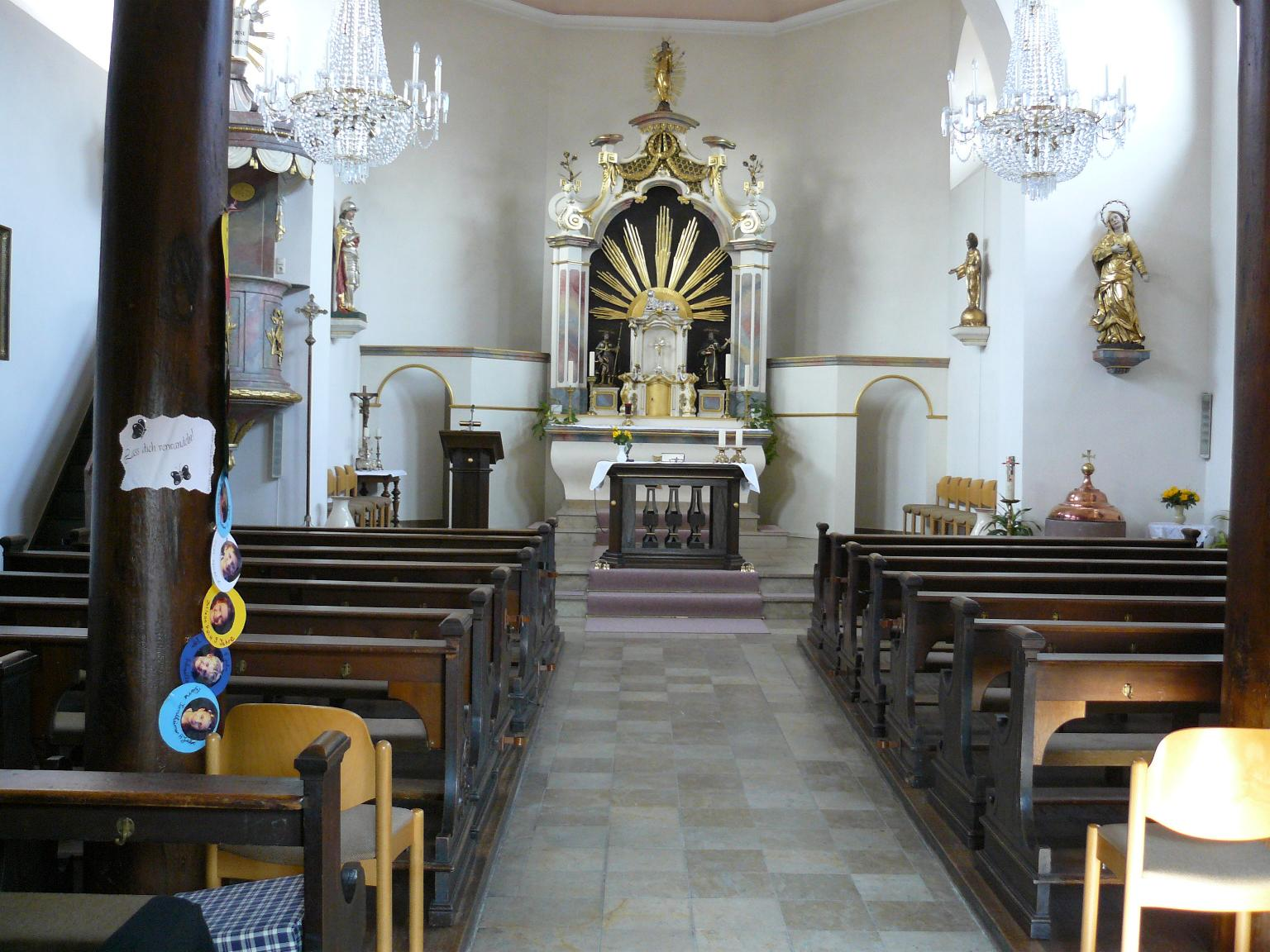
Innenraum der Kirche St. Achatius mit Hochaltar

Die Kirche St. Achatius im Zahlbachtal wurde während der napoleonischen Zeit errichtet und ist die einzige Kirche in Mainz aus dieser Epoche. Sie ist dem Heiligen Achatius von Armenien geweiht. Zusammen mit den Pfarreien St. Bernhard, St. Georg und St. Stephan (Mainz-Marienborn) ist sie eines von vier Gotteshäusern der Pfarrgruppe Zaybachtal.
Der Bau, ein klassizistischer Saalbau mit Apsis, in Mainz-Bretzenheim unweit der Römersteine wurde von François-Auguste Cheussey in den Jahren 1809–1810 errichtet. Direkt an die Apsis ist ein etwa 15 Meter hoher Glockenturm angebaut. Die Kirche hat eine Gesamtlänge von etwa 30 Metern und eine Breite von 13 Metern.
Der Hochaltar wurde etwa um 1780 gefertigt. Er stammt wahrscheinlich aus dem damals aufgegebenen Kloster Maria-Dalheim.